# Robert Bosse
Julius Robert Bosse, född 12 juli 1832 i Quedlinburg, död 31 juli 1901 i Berlin, var en tysk politiker.
Bosse blev 1870 konsistorialråd i Hannover, 1876 föredragande råd i kultusministeriet i Berlin och 1878 i statsministeriet samt 1889 understatssekreterare i inrikesministeriet. I denna egenskap ledde han dess ekonomiska avdelning och deltog särskilt i utarbetandet av de socialpolitiska lagarna samt i deras försvarande inom tyska riksdagen. 
År 1890 blev han statssekreterare i statsrådet samt 1891 i riksjustitiedepartementet, i vilken egenskap han var ordförande i kommissionen för utarbetandet av en civil lagbok för Tyska riket. Från 23 mars 1892 till 4 september 1899 var han undervisnings- och kultusminister. 
Bosse utgav flera skrifter, bland annat Grundzüge konservativer Politik (1868). Åren 1882–92 utgav han "Monatsschrift für deutsche Beamte". Under de sista åren var han medarbetare i tidningen "Grenzboten".